# بريطانيا ما بين الحربين

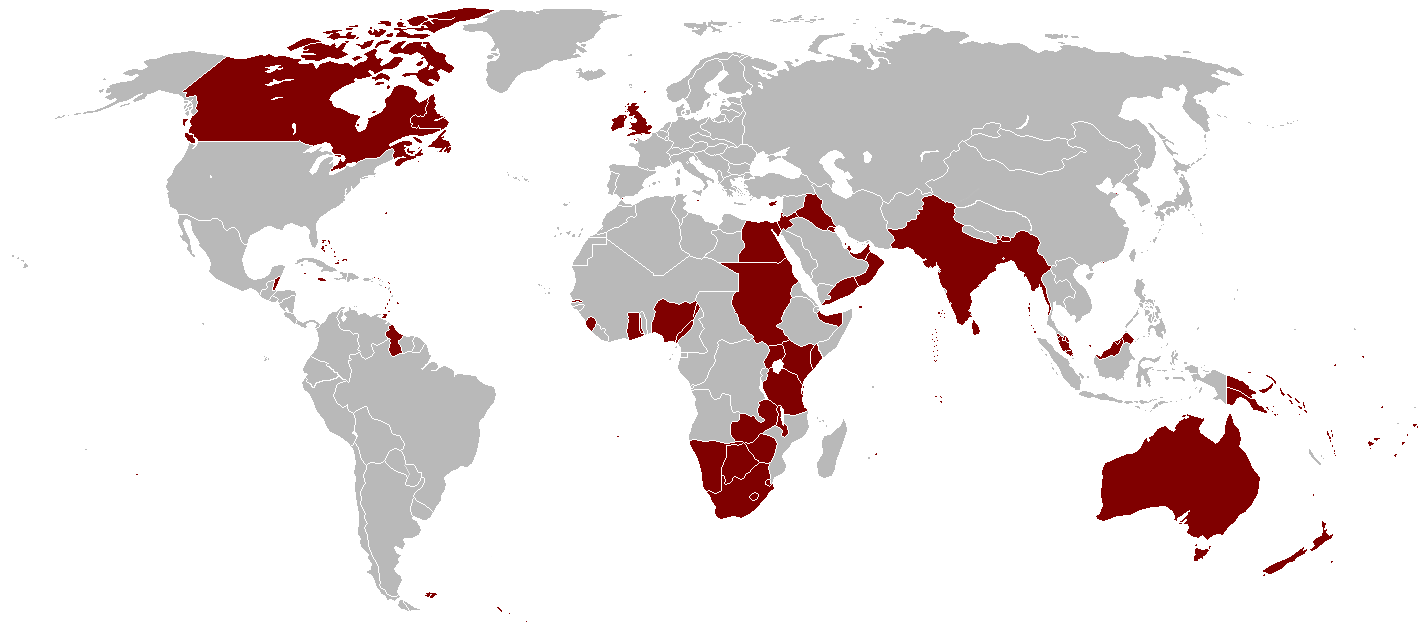

بريطانيا ما بين الحربين (1918-1939)، فترة من السلام والركود الاقتصادي النسبي. سياسيًا، انهار الحزب الليبرالي وأصبح حزب العمال المنافس الرئيسي لحزب المحافظين البريطاني المهيمن طوال تلك الفترة. أثر الكساد الكبير على بريطانيا اقتصاديًا وسياسيًا بدرجة أقل من الدول الكبرى الأخرى، على الرغم من وجود بؤر شديدة من البطالة طويلة الأمد والمشقة، خاصة في مناطق المناجم وفي اسكتلندا وشمال غرب إنجلترا.
يرى المؤرخ آرثر مارويك تحولًا جذريًا في المجتمع البريطاني نتيجة الحرب العظمى (الحرب العالمية الأولى)، التي تُعتبر طوفانًا جرف العديد من المواقف القديمة، وجلب مجتمعًا أكثر مساواة. ويرى أن التشاؤم الأدبي الشهير في عشرينيات القرن الماضي في غير محله، بحجة وجود تبعات إيجابية طويلة الأمد للحرب على المجتمع البريطاني. ويشير إلى وجود وعي ذاتي نشط بين العمال الذين سرعان ما بنى حزب العمال البريطاني، وإلى ظهور الاقتراع الجزئي للمرأة، وتسريع الإصلاح الاجتماعي، وسيطرة الدولة على الاقتصاد. ويرى تراجعًا في احترام الطبقة الأرستقراطية والسلطة الراسخة بشكل عام، وضعف الشباب بين القيود التقليدية على السلوك الأخلاقي الفردي. تلاشت الوصاية، وباع صيادلة القرى وسائل منع الحمل. يقول مارويك أن الفروق الطبقية قلّت، وازداد التماسك الوطني، وأصبح المجتمع البريطاني أكثر مساواة.

## التاريخ السياسي

### توسع الديمقراطية
منح قانون تمثيل الشعب لعام 1918 في نهاية المطاف الرجال في بريطانيا حق الاقتراع العام في سن 21 عامًا، حتّى لو لم يمتلكوا مؤهلات متعلقة بالملكيات. والأهم من ذلك أنه أسس لحق المرأة في التصويت لمعظم النساء فوق سن الثلاثين. خضعت جميع النساء إلى نفس الشروط بشكل مساوٍ للرجال في عام 1928. نشأت ثورة للإطاحة بالنخب والأرستقراطيات القائمة في الجو المحيط مع ظهور قوى ثورية، خاصةً في روسيا البلشفية وألمانيا الاشتراكية، وفي المجر أيضًا وإيطاليا وأماكن أخرى. سيطر حزب العمال البريطاني بشكل كبير على سياسات الطبقة العاملة، وأيد الحكومة في لندن بشدة وعارض الثورة العنيفة. كان المحافظون قلقين بشكل خاص بشأن «ريد كلايدسايد» في اسكتلندا الصناعية. كانت مخاوفهم في غير محلها، لعدم وجود محاولة منظمة لقيام ثورة. في الواقع، كان العمال البيض اليساريون المتطرفون في ريد كلايدسايد مهتمين بشكل رئيسي باستبعاد السود والنساء من الوظائف الجيدة.
على الرغم من ذلك، كان هناك مخاوف بشأن المذهب الجمهوري. شعر الملك وكبار مستشاريه بقلق عميق من التهديد الجمهوري للملكية البريطانية، لدرجة أن ذلك كان عاملًا أساسيًا في قرار الملك بعدم إنقاذ ابن عمه الذي أطاح به القيصر نيقولا الثاني في روسيا. ربط المحافظون المتوترون بين الجمهوريين وتصاعد الاشتراكية والحركة العمالية المتنامية. وعلى الرغم من المبالغة في مخاوفهم، أسفر ذلك عن إعادة تصميم الدور الاجتماعي للملك، ليكون أكثر شمولية للطبقة العاملة وممثليها، وهو تغيير جذري لجورج الخامس، الذي كان أكثر راحة في التعامل مع الضباط البحريين وطبقة النبلاء. بحلول عام 1911، لم يعد الاشتراكيون يؤمنون بشعاراتهم المناهضة للنظام الملكي، واتخذوا من الانتظار والترقب موقفًا تجاه جورج الخامس. كانوا على استعداد للتصالح مع النظام الملكي في حال اتخذ هذا النظام الخطوة الأولى بهذا الشأن. اتخذ جورج تلك الخطوة خلال الحرب؛ إذ قام بنحو 300 زيارة لمصانع أحواض بناء السفن والذخيرة، وتحدث مع العمال العاديين وأثنى على عملهم الشاق فيما يتعلق بالمجهود الحربي. تبنى موقفًا أكثر ديمقراطية تجاوز الحدود الطبقية وجعل الملكية أقرب إلى الشعب. وأقام الملك علاقات ودية مع كبار السياسيين في حزب العمال والمسؤولين في النقابات العمالية. كان تخلي جورج الخامس عن العزلة الاجتماعية مشروطًا بتصرفات العائلة المالكة، وعزز شعبيتها خلال الأزمات الاقتصادية في عشرينيات القرن الماضي، ولمدة تزيد عن جيلين. على سبيل المثال، أثبت الملك نيته في عام 1924-في ظل غياب أي أغلبية واضحة لأي حزب من الأحزاب الرئيسية الثلاثة في بريطانيا لاستبدال رئيس الوزراء المحافظ ستانلي بلدوين برامزي ماكدونالد، أول رئيس وزراء لحزب العمال.

### جزيرة أيرلندا
نشأ تمرد مسلح تحت اسم «ثورة عيد الفصح بقيادة الجمهوريين الأيرلنديين في دبلن خلال أسبوع عيد الفصح من عام 1916. كان تنظيمه سيئًا، وقمعه الجيش بسرعة. ردّت الحكومة أيضاً بقمع قاس واعتقلت 2000 شخص وأعدمت بسرعة 15 شخصًا من قادة الثورة. بعد ذلك تغيرت حالة الأيرلنديين الكاثوليك بشكل جذري، وانتقلوا للمطالبة بالانتقام والاستقلال. في عام 1917، دعا لويد جورج إلى الاتفاقية الأيرلندية 1917-1918 في محاولة منه لتسوية قضية الحكم الذاتي المتعلقة بأيرلندا، لكنها لم تحظ بدعم كبير. أدى الارتفاع المفاجئ في التعاطف الجمهوري في أيرلندا في أعقاب ثورة عيد الفصح، المقترن بمحاولة لويد جورج الكارثية لتمديد التجنيد الإلزامي في أيرلندا في أبريل 1918، إلى سقوط حزب الحكم الذاتي الأيرلندي القديم في انتخابات ديسمبر 1918. دعموا المجهود الحربي البريطاني ثم دفعهم حزب شين فين إلى النزوح، مما حشد معارضة شعبية لمساعدة الحكم البريطاني. لم يشغل نواب الشين فين مقاعدهم في البرلمان البريطاني، بل أنشؤوا برلمانهم الجديد في دبلن، وأعلنوا على الفور قيام الجمهورية الأيرلندية.
كانت السياسة البريطانية مرتبكة ومتباينة، ولم يستطع مجلس الوزراء اتخاذ قرار بشأن الحرب أو السلام، وارتكبت فظائع أغضبت الكاثوليك في أيرلندا وأمريكا والليبراليين في بريطانيا، ولكن ليس بما يكفي لقمع المتمردين خارج المدن. ناقض لويد جورج نفسه عندما تفاوض مع القتلة بعد أن استنكرهم في وقت سابق. أرسل 40.000 جندي بالإضافة إلى وحدات شبه عسكرية تم تشكيلها حديثًا، وهي «بلاك تانز» و«المساعدين»، لتعزيز الشرطة المتخصصة (الشرطة الأيرلندية الملكية). سادت القوة النارية البريطانية في المدن، مما اضطر الجيش الجمهوري الأيرلندي (القوة شبه العسكرية لحزب الشين فين) للاختباء. وعلى الرغم من ذلك، سيطر الجيش الجمهوري الأيرلندي على جزء كبير من الريف وأنشأ حكومة محلية بديلة. كان تنسيق الوحدات البريطانية سيئًا في الوقت الذي صمم فيه مايكل كولينز منظمة فعالة للجيش الجمهوري الأيرلندي، والتي استخدمت المخبرين لتدمير نظام المخابرات البريطاني عن طريق اغتيال قيادتها. على الرغم من تسمية تلك الحرب «حرب الاستقلال الأيرلندية»، اتفق المؤرخون عمومًا على أنها كانت معاكسة للحرب الأهلية الأيرلندية اللاحقة التي اندلعت في 1922-1923 بين قوات كولينز وإيمون دي فاليرا. لم يكن صراع 1919-1921 «حربًا بالمعنى التقليدي للكلمة، بل كان صراعًا شديد الخطورة، صغيراً جدًا ومنخفض الشدة، كان فيه الاغتيال بنفس أهمية الكمائن أو المعارك».
حل لويد جورج أخيرًا الأزمة من خلال قانون حكومة أيرلندا لعام 1920 الذي قسم أيرلندا إلى أيرلندا الجنوبية وأيرلندا الشمالية في مايو 1921. فاز حزب شين فين بالسيطرة على الجنوب ووافق على المعاهدة الأنجلو-أيرلندية في ديسمبر من عام 1921 مع القادة الأيرلنديين. تولى كولينز السلطة عندما رفض دي فاليرا التوقيع وقاد فصيلًا منشقًا. انفصلت جنوب أيرلندا عام 1922 بموجب المعاهدة لتشكيل الدولة الأيرلندية الحرة. وفي الوقت نفسه، حافظ النقابيون بقيادة إدوارد كارسون على السيطرة على أولستر وأيرلندا الشمالية وظلوا موالين للندن. بحلول عام 1922، استقر الوضع الأيرلندي، ولم يعد يلعب دورًا رئيسيًا في العلاقات البريطانية الأيرلندية. ومع ذلك، فإن النزاعات التي اندلعت لعقود من الزمن ارتبطت بالعلاقة الخاصة مع الملكية وحرب التجارة الأنجلو-أيرلندية في الثلاثينيات والاستخدام البريطاني للموانئ البحرية. قطعت الدولة الأيرلندية الحرة العديد من علاقاتها مع بريطانيا في عام 1937. وبصفتها جمهورية أيرلندا، كانت واحدة من حفنة من المحايدين في أوروبا خلال الحرب العالمية الثانية.

### فترة عدم الاستقرار: 1922-1924
انهارت وزارة لويد جورج في عام 1922 بعد أن صوّت نواب حزب المحافظين على إنهاء عضويتهم في الائتلاف في اجتماع نادي كارلتون في 19 أكتوبر. أصبح بونار لو رئيسًا وزراء حكومة محافظة وفاز في الانتخابات العامة ببيان وعد بتخفيضات الإنفاق وسياسة خارجية غير تدخلية. ومع ذلك، استقال في مايو 1923 بسبب اعتلال صحته وحل محله ستانلي بالدوين. هيمن بالدوين، كزعيم لحزب المحافظين (1923-1937) ورئيسًا للوزراء (في 1923-1924، و1924-1929، و1935-1937) على السياسة البريطانية. أثبت مزيجه من الإصلاحات الاجتماعية القوية والحكومة الثابتة توليفةً انتخابية قوية، ونتيجة لذلك حكم المحافظون بريطانيا إما بأنفسهم أو كمكون رئيسي في الحكومة الوطنية. في الانتخابات العامة لعام 1935، كانت حكومة بالدوين آخر حكومة تفوز بأكثر من 50% من الأصوات. كانت إستراتيجية بالدوين السياسية هي استقطاب الناخبين بحيث يختار الناخبون بين المحافظين على اليمين وحزب العمال على اليسار، ما يؤدي إلى الضغط على الليبراليين في الوسط. حدث الاستقطاب، وبينما ظل الليبراليون نشيطين تحت حكم لويد جورج، فقد فازوا بعدد قليل من المقاعد. ارتفعت سمعة بالدوين في عشرينيات وثلاثينيات القرن الماضي، لكنها تحطمت بعد عام 1940 إذ ألفي اللوم عليه في سياسات الاسترضاء تجاه ألمانيا، كما جعل تشرشل أيقونة المحافظين من قبل المعجبين به. منذ سبعينيات القرن الماضي، تعافت سمعة بالدوين إلى حد ما. وجد روس ماكيبين أن الثقافة السياسية في فترة ما بين الحربين قد بُنيت حول طبقة وسطى مناهضة للاشتراكية، يدعمها قادة المحافظين، وخاصة بالدوين.

بعد فوزه في الانتخابات في العام السابق فقط، كان حزب بالدوين المحافظ يتمتع بأغلبية مريحة في مجلس العموم وكان من الممكن أن ينتظر أربع سنوات أخرى، لكن الحكومة كانت قلقة بشأن البطالة. نظرًا لأن بونار لو قد تعهد بأنه لن يكون هناك تغيير في النظام المالي للبلاد دون إجراء انتخابات عامة ثانية، شعر بالدوين بالحاجة إلى الحصول على تفويض جديد من الشعب لإدخال تعريفات جمركية، والتي كان يأمل أن تؤمن السوق المحلية للمصنعين المحليين وتقليص البطالة. يصور مؤرخ أكسفورد (والنائب المحافظ) جي إيه آر ماريوت المزاج القومي الكئيب:
«كانت تلك الأوقات ما تزال بعيدة عن الاشتعال. نجح السيد بالدوين بالفعل في التفاوض (يناير 1923) على تسوية الدين البريطاني للولايات المتحدة، ولكن بشروط تضمنت دفع 34 مليون جنيه إسترليني سنويًا، بسعر الصرف الحالي. بقي الفرنسيون في منطقة الرور. لم يتحقق السلام بعد مع تركيا. كانت البطالة تهديدا ثابتا للانتعاش الوطني؛ كان هناك اضطرابات مستمرة بين أصحاب الأجور، وإضراب كبير بين عمال المزارع في نورفولك. في مواجهة هذه الصعوبات، مقتنعًا بأن الظروف الاقتصادية في إنجلترا استدعت تغييرًا جذريًا في السياسة المالية، وحثها المؤتمر الإمبراطوري لعام 1923، قرر السيد بالدوين أن يطلب من البلاد تفويضًا للأفضلية والحماية».
ومع ذلك، جاءت نتيجة الانتخابات بنتائج عكسية على بالدوين، الذي خسر مجموعة من المقاعد لصالح حزب العمال المؤيد للتجارة الحرة والأحزاب الليبرالية. ظل المحافظون أكبر حزب بـ 258 مقعدًا، مقارنة بـ 191 مقعدًا لحزب العمال و158 للليبراليين. ظل بالدوين رئيسًا للوزراء حتى خسرت الحكومة تصويتًا بالثقة في مجلس العموم في 21 يناير 1924، عندما اجتمع حزب العمال والليبراليون للتصويت ضد الحكومة. في اليوم التالي استقال بالدوين من رئاسة الوزراء وشكل رامزي ماكدونالد أول حكومة لحزب العمل.

### أول حكومة لحزب العمل 1924
على الرغم من أن حكومة العمل تفتقر إلى الأغلبية، فقد أقرت قانون الإسكان (الأحكام المالية) لعام 1924، الذي زاد الإعانات الحكومية للسلطات المحلية لبناء مساكن بلدية للإيجار للعمال ذوي الأجور المنخفضة. وضع وزير الخزانة فيليب سنودن الميزانية من خلال التخفيضات في الإنفاق والضرائب.
اعترفت حكومة حزب العمال رسميًا بالاتحاد السوفيتي في 1 فبراير 1924 ودخلت في مفاوضات مع السوفييت لتسوية القضايا العالقة، مثل سداد ديون روسيا قبل الثورة لبريطانيا. ومع ذلك، لم يوافق السوفييت إلا إذا حصلوا على قرض بضمان الحكومة البريطانية. وقعت الحكومة معاهدتين مع السوفييت في 8 أغسطس؛ الأولى كانت معاهدة تجارية منحت وضع الدولة الأولى بالرعاية، والثانية كانت معاهدة عامة، تركت تسوية ديون ما قبل الثورة والقرض الحكومي للتفاوض في وقت لاحق. شجب المحافظون والليبراليون المعاهدات، وخاصة القرض الحكومي، الذي وصفه ديفيد لويد جورج بأنه «مزيف... اتفاق بشع تمامًا».
في 5 أغسطس، داهمت الشرطة مكاتب صحيفة العمال الأسبوعية، الصحيفة الرسمية للحزب الشيوعي لبريطانيا العظمى، لنشرها مقالًا مثيرًا للفتنة بقلم ج. ر. كامبل في 13 أغسطس، والتي انتقدها المحافظون والليبراليون على أنها تدخل سياسي. في 8 أكتوبر، صوت المحافظون لصالح الاقتراح الليبرالي الذي دعا إلى تشكيل لجنة تحقيق بشأن قرار الحكومة، والذي حصل على 364 صوتًا مقابل 198. تم حل البرلمان في اليوم التالي وأجريت انتخابات عامة. في 25 أكتوبر، قبل أربعة أيام من يوم الاقتراع، نشرت صحيفة ديلي ميل رسالة زينوفييف، التي يُزعم أنها من غريغوري زينوفييف، السياسي السوفيتي ورئيس الأممية الشيوعية. دعت الرسالة، التي يُعتقد الآن أنها مزورة، الحزب الشيوعي البريطاني إلى دعم المعاهدات الروسية وشجعهم على ارتكاب أنشطة تحريضية.
كان بالدوين قد تخلى عن الحمائية في يونيو 1924 ونتيجة لذلك لم يعد هناك أي عائق كبير أمام أولئك الليبراليين الذين أرادوا التصويت لحزب المحافظين للإطاحة بحكومة حزب العمال. في الانتخابات خسر الليبراليون أكثر من 100 مقعدًا، بشكل رئيسي للمحافظين، بينما تكبد حزب العمال خسارة صافية قدرها 42 مقعدًا. فاز المحافظون بأغلبية برلمانية كبيرة وأصبح بالدوين رئيسًا للوزراء مرة أخرى.

### حكومة محافظة :1924-1929
كان هدف الحكومة هو الهدوء في الداخل والخارج، ومعالجة الاضطراب الذي تسببت فيه الحرب من خلال العودة إلى عالم ما قبل الحرب. تم الترحيب بمعاهدات لوكارنو لعام 1925، وهي محاولة للمصالحة بين فرنسا وألمانيا، باعتبارها نذير حقبة جديدة من السلام، وكان من المأمول أن تؤدي العودة إلى معيار الذهب (عند التكافؤ قبل الحرب) في عام 1925 إلى استعادة ظروف ما قبل الحرب والازدهار. تهدف الحكومة إلى الحد من الصراع الطبقي وتحسين الظروف الاجتماعية؛ عندما قدم عضو نواب من حزب المحافظين في مارس 1925 مشروع قانون لإلغاء الضريبة السياسية للنقابات العمالية، قتل بالدوين مشروع القانون بخطاب دعا فيه: «أعط السلام في عصرنا يا رب». كما وسعت الحكومة الخدمات الاجتماعية مثل إعانات البطالة ومعاشات الشيخوخة. ومع ذلك، فشلت الحكومة في تجنب الإضراب العام لعام 1926، الذي استمر تسعة أيام في مايو. كان الإضراب العام بمثابة نهاية فترة من الصراع الصناعي: بعد الإضراب انخفض عدد الأيام الضائعة بسبب الإضرابات وانخفضت العضوية النقابية.
دافع بالدوين عن مبدأ «السلامة أولًا» خلال الانتخابات العامة لعام 1929، لكن النتيجة كانت برلمانًا معلقًا مع حزب العمل باعتباره أكبر حزب. استقال بالدوين من رئاسة الوزراء في 4 يونيو وفي اليوم التالي أصبح رامزي ماكدونالد رئيسًا للوزراء في حكومة حزب العمال الثانية.

## الكساد الكبير
بدأت فترة الكساد الكبير في وول ستريت في الولايات المتحدة في أواخر عام 1929، وانتشر بسرعة إلى بقية العالم. كان التأثير الرئيسي للركود الاقتصادي محسوسًا في عام 1931. على عكس ألمانيا وكندا وأستراليا، لم تشهد بريطانيا طفرة اقتصادية في عشرينيات القرن العشرين، لذلك كان الكساد أقل حدة وانتهى في وقت مبكر.

### أزمة عالمية
بحلول صيف عام 1931، بدأت الأزمة المالية العالمية تطغى على بريطانيا؛ بالترافق مع سحب المستثمرون في جميع أنحاء العالم لذهبهم من لندن بمعدل مليوني جنيه إسترليني في اليوم. تباطأت ائتمانات بقيمة 25 مليون جنيه إسترليني من بنك فرنسا والبنك الاحتياطي الفيدرالي في نيويورك وتم إصدار 15 مليون جنيه إسترليني من السندات الائتمانية، لكنها لم تعكس تمامًا الأزمة البريطانية. تسببت الأزمة المالية في خلق أزمة سياسية كبيرة في بريطانيا في أغسطس عام 1931. ومع تصاعد العجز، طالب المصرفيون بميزانية متوازنة؛ ووافق مجلس الوزراء المنقسم لحكومة رامزي ماكدونالد العمالية؛ واقترحت زيادة الضرائب وخفض الإنفاق واستحقاقات البطالة بنسبة 20 في المئة. كان الهجوم على الرفاهية غير مقبولًا على الإطلاق للحركة العمالية. أراد ماكدونالد الاستقالة، لكن الملك أصرَّ على بقائه وتشكيل ائتلاف جميع الأحزاب باسم «الحكومة الوطنية». وقَّع الحزبان المحافظ والليبرالي على الاتفاق، إلى جانب كادر صغير من حزب العمل، لكن الغالبية العظمى من زعماء حزب العمال نددوا بماكدونالد باعتباره خائنًا لقيادة الحكومة الجديدة. خرجت بريطانيا عن المعيار الذهبي، وعانت أقل نسبيًا من الدول الرئيسية الأخرى في فترة الكساد الكبير. في الانتخابات البريطانية عام 1931، تم تدمير حزب العمال عمليًا، وترك ماكدونالد رئيسًا للوزراء في ائتلاف المحافظين.
ومع ذلك، استمر ارتفاع معيار الذهب، واضطرت وزارة الخزانة أخيرًا إلى التخلي عن معيار الذهب في سبتمبر عام 1931. حتى ذلك الحين، كانت الحكومة تتبع السياسات التقليدية من الناحية الدينية، إذ طالبت بميزانيات متوازنة ومعيار الذهب. وبدلًا من الكارثة المتوقعة، أثبت الاستغناء عن الذهب ميزة رئيسية. وعلى الفور انخفض سعر صرف الجنيه بنسبة 25%، من 4.86 دولار للجنيه الواحد ليصل إلى 3.40 دولار. كانت الصادرات البريطانية آنذاك أكثر قدرة على المنافسة، الأمر الذي مهد الطريق لانتعاش اقتصادي تدريجي. لذا فإن الأسوأ كان قد مرَّ وانتهى.
انخفضت التجارة العالمية في بريطانيا إلى النصف (1929-33)؛ وانخفض ناتج الصناعة الثقيلة بمقدار الثلث. انخفضت العمالة والأرباح في جميع القطاعات تقريبًا. في منتصف صيف 1932، بلغ عدد العاطلين عن العمل المسجلين 3,5 مليون شخص، وكان عدد أكبر بكثير منهم يعملون بدوام جزئي فقط. حاولت الحكومة العمل داخل الكومنولث، فرفعت التعريفات الجمركية على المنتجات من الولايات المتحدة وفرنسا وألمانيا، مع إعطاء الأفضلية لأعضاء الكومنولث.

### احتجاجات منظَّمة
عانى شمال إنجلترا واسكتلندا وأيرلندا الشمالية وويلز من مشاكل اقتصادية شديدة خاصة بسبب اعتمادها على الفحم أو الصلب أو بناء السفن. وصلت نسبة البطالة إلى 70% في بعض مناطق التعدين في بداية الثلاثينيات (مع أكثر من 3 ملايين شخص عاطل عن العمل على المستوى الوطني). كانت الحكومة حذرة ومحافظة، ورفضت اقتراح كينز لمشاريع الأشغال العامة الكبيرة.
كرَّر كل من اليساريين سيدني وبياتريس ويب جون هوبسون وجورج كول التحذيرات الرهيبة التي كانوا يوجهونها لسنوات بشأن الموت الوشيك للرأسمالية، إذ فقط حينها أدرك الناس الأمر. اعتبارًا من عام 1935، قدَّم نادي الكتاب اليساري إنذارًا جديدًا كل شهر، وبنى مصداقية الاشتراكية على الطراز السوفييتي كبديلًا عنه.
في عام 1936، عندما انخفضت نسبة البطالة، قام 200 رجل عاطل عن العمل بمسيرة إعلامية كبيرة من جارو إلى لندن في محاولة لإظهار محنة الفقراء الصناعيين. وعلى الرغم من التعاون الشديد الذي أبداه اليسار، إلا أن حملة جارو شهدت انشقاقًا عميقًا في حزب العمال ولم تسفر عن أي إجراء حكومي. استمرت نسبة البطالة بالارتفاع إلى أن استقطبت الحرب جميع الباحثين عن عمل. إن كتاب جورج أورويل «الطريق إلى رصيف ويغان» يعطي نظرة عامة قاتمة على مشاق العصر.

### علم التأريخ
أثارت الأزمة الاقتصادية في أوائل الثلاثينيات من القرن العشرين، واستجابة حكومتي العمال والحكومات الوطنية للكساد، الكثير من الجدل التاريخي. وبصرف النظر عن الأسباب الرئيسية للبطالة، تمتعت بريطانيا بفترة مزدهرة بشكل عام. يكتب المؤرخ بيرس بريندون: «قام المؤرخون منذ فترة طويلة بتنقيح هذه الصورة القاتمة، إذ قدموا عقد الشيطان باعتباره مهد المجتمع الغني. هبطت الأسعار بشدة بين الحروب وارتفع متوسط الدخل إلى نحو الثلث. وقد صيغ مصطلح «الديمقراطية المالكة للممتلكات» في العشرينات من القرن الماضي، وتم بناء ثلاثة ملايين منزل خلال فترة الثلاثينات من القرن الماضي. كانت الأراضي والأيدي العاملة والمواد رخيصة الثمن: إذ كان من الممكن شراء بيت رخيص بمبلغ 225 جنيهًا إسترلينيًا وآخر بمبلغ 450 جنيهًا إسترلينيًا. حظيت الطبقة المتوسطة بفرصة شراء أجهزة الراديو والهواتف وأريكة من ثلاث قطع وطباخات كهربائية ومنظفات ونوادي غولف. كانوا قادرين على تناول رقائق الذرة (لا تفوّت أي يوم)، والقدوم إلى سينما أوديون في أوستن سيفينز (التي بلغت تكلفتها 135 جنيهًا إسترلينيًا بحلول عام 1930)، ودخنوا سجائر كريفن، وقاموا بنزع الفلتر منها «لمنع الإصابة بالتهاب الحنجرة». أدى الكساد إلى طفرة استهلاكية.
في العقود التي تلت الحرب العالمية الثانية مباشرة، كانت معظم الآراء التاريخية تنتقد حكومات تلك الفترة. قارن بعض المؤرخين، مثل روبرت سكيديلسكي في كتابه السياسيون والكساد، السياسات التقليدية التي تنتهجها الحكومة العمالية والوطنية على نحو غير مؤات مع التدابير الأكثر تطرفًا التي دعا إليها ديفيد لويد جورج وأوزوالد موزلي، واستجابات الاقتصاد الكينزي الأكثر تدخلًا في اقتصادات أخرى: صفقة فرانكلين روزفلت الجديدة في الولايات المتحدة وحكومة العمال في نيوزيلندا وحزب العمال الديمقراطي الاشتراكي السويدي. ومنذ السبعينات، أصبح الرأي العام أقل عدائية. في التمهيد لطبعة عام 1994 من الكتاب، يقول سكديلسكي إن التجربة الأخيرة لأزمات العملة وهروب رأس المال تجعل من الصعب أن تنتقد بشدة السياسيين الذين أرادوا تحقيق الاستقرار من خلال خفض تكاليف العمالة والدفاع عن قيمة العملة.